# Cats That Look Like Hitler

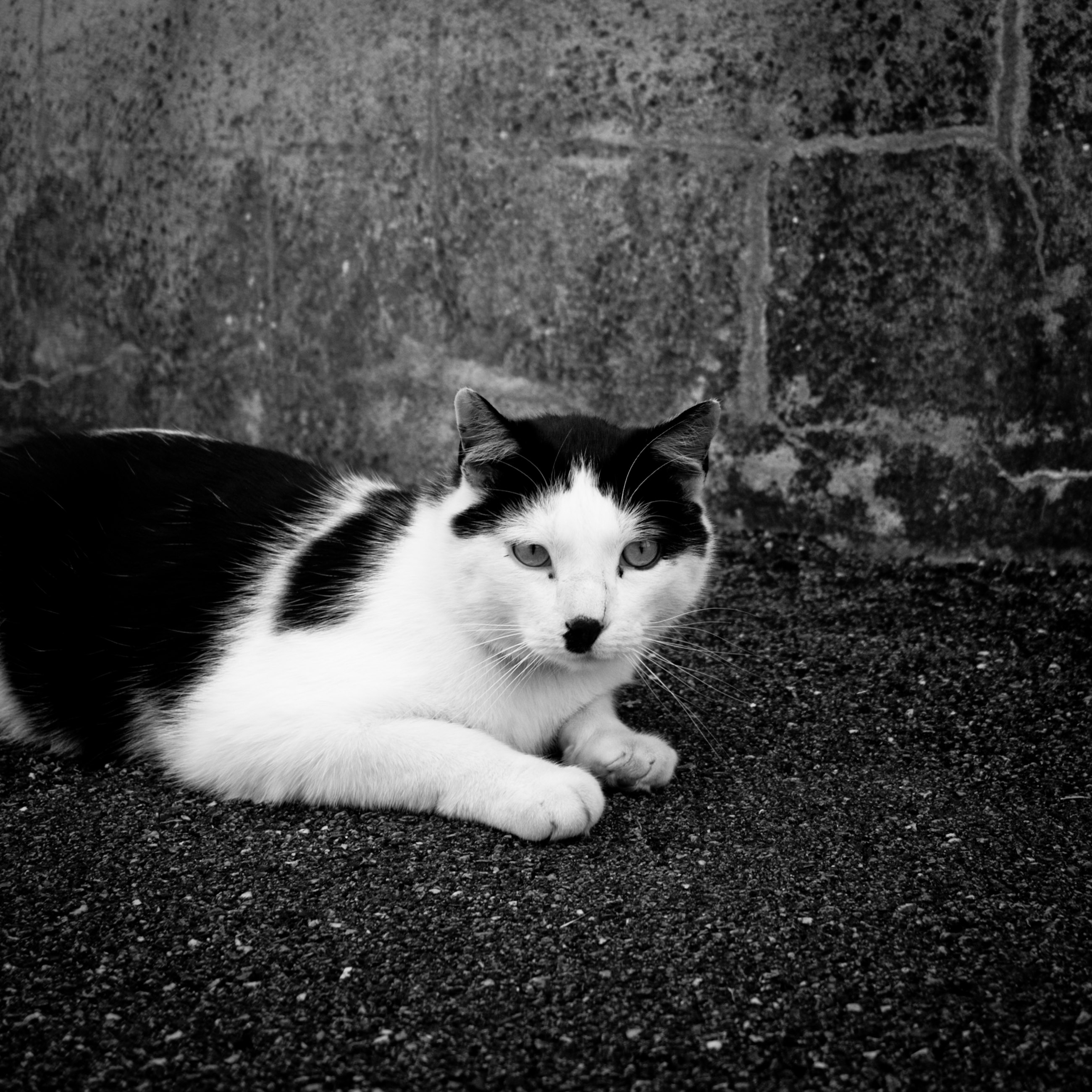
Um gato com uma mancha preta embaixo do nariz que lembra um pouco o bigode de broxa de Hitler.

Cats That Look Like Hitler é um site satírico com fotos de gatos parecidos com Adolf Hitler, ditador da Alemanha Nazista de 1933 a 1945. Esses gatos são frequentemente chamados de Kitlers na internet. A maioria dos gatos possuem uma grande mancha preta embaixo do nariz, muito parecida com o bigode de broxa do ditador, e outras características que sugerem uma expressão tipicamente severa. Alguns têm manchas pretas diagonais em suas cabeças, lembrando a franja de Hitler. O site foi fundado por Koos Plegt e Paul Neve em 2006 e tornou-se amplamente conhecido depois de ser apresentado em vários programas de televisão em toda a Europa e Austrália. O site agora é administrado apenas por Neve; em fevereiro de 2013, ele havia aprovado fotografias de mais de 7.500 gatos. O site aparentemente não é mais ativo, pois a página não é atualizada desde abril de 2014.

## Na cultura popular
Stephen Colbert mencionou o site em seu programa de televisão The Colbert Report, em julho de 2010. O site era comumente referenciado na extinta revista de jogos australiana Total Gamer e se tornou bem conhecido na Nova Zelândia desde que foi mencionado no Edge Nightshow por Brad Wattson, dizendo que seu gato Piggles era o "kitler número 1 no mundo". O site também foi mencionado rapidamente em The Social Network.
Os gatos são um tema popular da cultura da internet, e Cats That Look Like Hitler pode ser considerado um desdobramento de um fascínio cultural mais amplo pelos gatos na internet. Em 2011, o The Telegraph relatou sobre um "kitler" que não conseguiu encontrar adoção devido à sua semelhança facial com o ditador.
O escritor do The Times, Ben Machell, entrevistou os donos de alguns dos gatos do site e apresentou várias possíveis explicações para a criação e popularidade dos gatos na Internet, incluindo Cats That Look Like Hitler. Machell menciona a misteriosa natureza e personalidade do gato como um alvo perfeito para projetar personalidade e emoção, e lembra a adoração de gatos pelos antigos egípcios.